# Rock japonês
Rock japonês (日本のロック, nihon no rokku), também conhecido pela abreviatura J-rock (ジェイ・ロック, Jei Rokku)  é a música rock proveniente do Japão. Influenciados pelo rock estadunidense e britânico da década de 1960, as primeiras bandas de rock japonesas tocaram o que se chama de Group sounds, com letras quase exclusivamente em inglês. A banda de folk rock  Happy End do início da década de 1970, é creditada como a primeira a cantar rock na língua japonesa. As bandas de punk rock Boøwy e The Blue Hearts e os grupos de hard rock/heavy metal X Japan e B'z lideraram o rock japonês no final dos anos 1980 e início dos anos 1990, alcançando grande êxito no cenário musical popular.
Ao longo das décadas seguintes, o rock japonês tornou-se um sucesso em todo o mundo, sendo amplamente conhecido na Ásia, ainda que competindo com o estilo contemporâneo derivado, o J-pop.

## História

### 1950–1960: Adaptação da música ocidental
O rockabilly, um dos primeiros sub-gêneros do rock, obteve uma breve explosão de popularidade no Japão, durante o fim dos anos de 1950. Suprimido pelas autoridades locais, teve elementos dele, conseguindo chegar ao cenário popular através de cantores como Kyu Sakamoto.

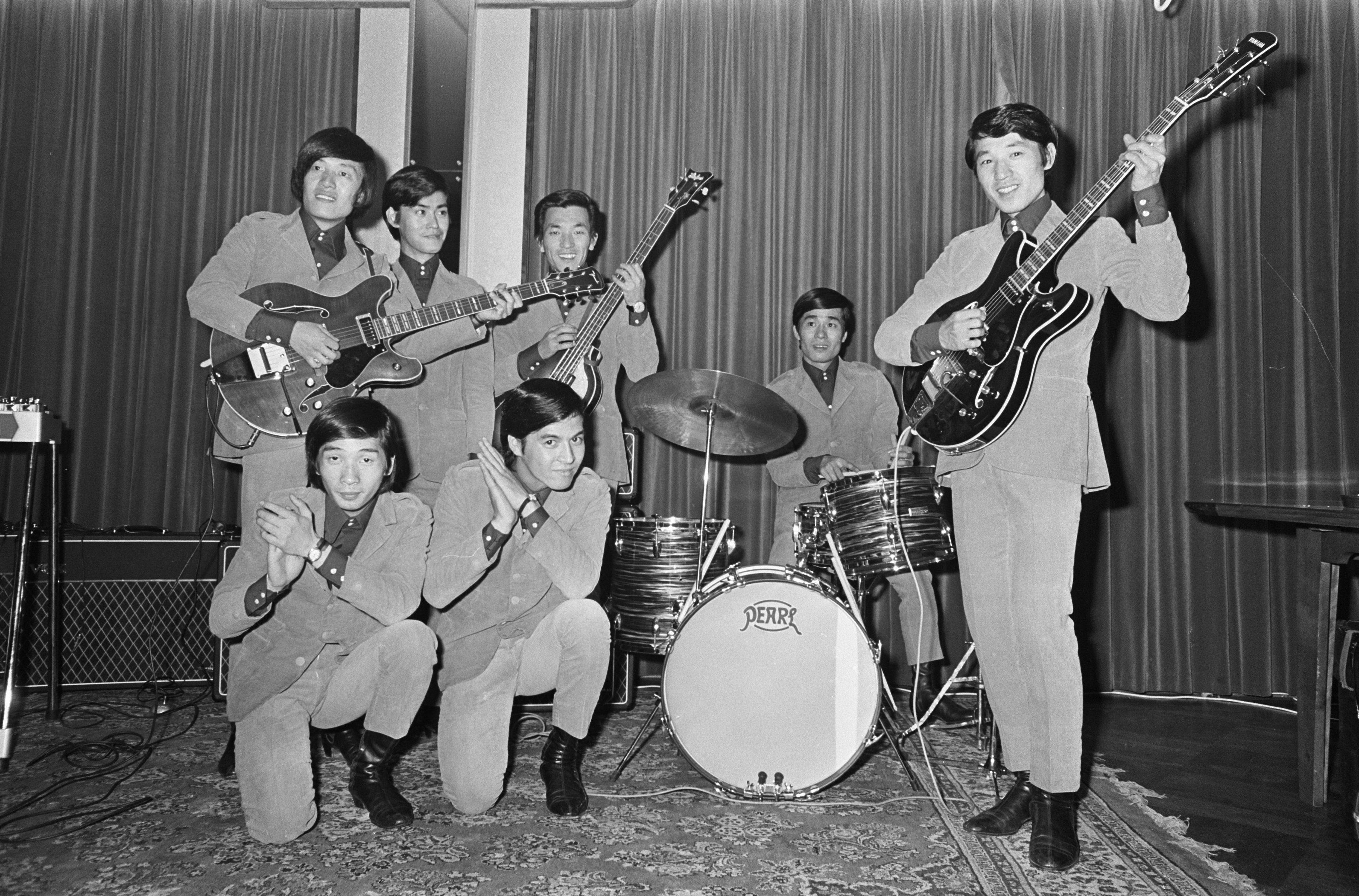
The Spiders se apresentando na Holanda em 1966. A banda tornou-se um dos principais músicos do gênero group sounds.

Na década de 1960, muitas bandas de rock japonesas foram influenciadas por músicos de rock ocidentais, como Beatles, Bob Dylan e Rolling Stones, junto com outras canções folk dos Apalaches, rock psicodélico, mod e gêneros semelhantes, em um fenômeno que foi chamado de Group sounds (G.S). No fim da década de 1960, bandas de Group sounds como The Tempters, The Tigers - a banda mais popular da época -, The Golden Cups, The Ox, The Village Singers, The Carnabeats, The Mops, The Jaguars, The Wild Ones e The Spiders obtiveram grande êxito. Posteriormente, alguns dos membros do The Tigers, The Tempters e The Spiders formaram o Pyg: primeiro supergrupo japonês. 
Após a explosão de Group sounds, surgiram diversos cantores e compositores folk no cenário japonês. Eles foram influenciados por Bob Dylan e música folk estadunidense. Depois de ver um concerto do músico Jimi Hendrix durante uma visita à Europa, Yuya Uchida voltou para o Japão e formou a banda Yuya Uchida & The Flowers em novembro de 1967, a fim de introduzir um som semelhante ao Japão.

### 1970–1980: Diversificação

#### Hard rockeheavy metal
Uchida substituiu todos os membros do The Flowers, exceto seu baterista, e renomeou a banda para Flower Travellin' Band, no lançamento do álbum Anywhere de outubro de 1970, que inclui covers da banda de heavy metal Black Sabbath e da banda de rock progressivo King Crimson. O Flower Travellin' Band mudou-se para o Canadá e lançou seu primeiro álbum contendo material original, de nome Satori em abril de 1971, considerado um progenitor do heavy metal, juntamente com Kirikyogen (1970), também considerado progenitor do doom metal.
Bandas japonesas de heavy metal começaram a surgir no final dos anos 1970, tendo como pioneiros Bow Wow (1975), 44 Magnum (1977) e Earthshaker (1978). Em 1977, Bow Wow foi o artista de apoio das bandas Aerosmith e Kiss em suas respectivas turnês japonesas. Eles se apresentaram no Festival de Jazz de Montreux na Suíça e no Reading Festival na Inglaterra em 1982. Após algumas mudanças de membros, que resultaram em um som mais comercial, a banda mudou seu nome para Vow Wow e se mudou para a Inglaterra. Seu álbum de 1989, Helter Skelter, alcançou a posição de número 75 na tabela musical UK Albums Chart.

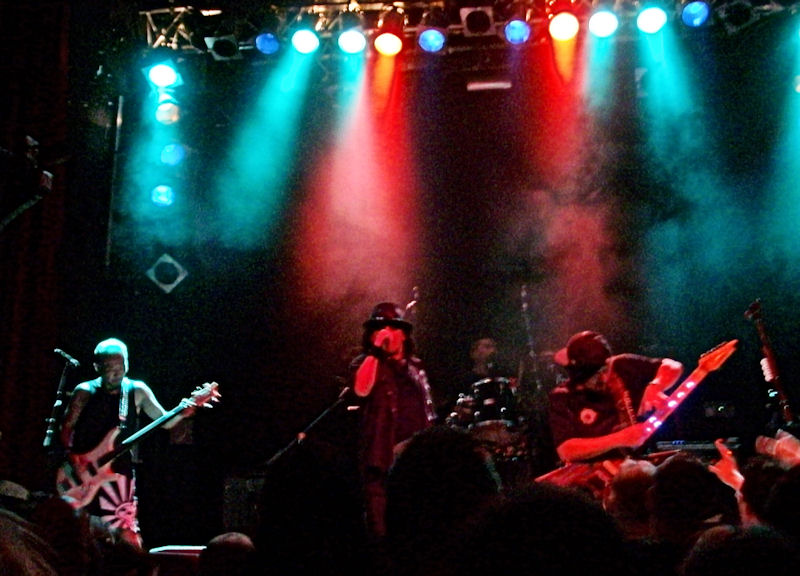
Loudness se apresentando na Alemanha em 2010. A banda converteu-se no primeiro artista do metal japonês a figurar na tabela estadunidense da Billboard.

Na década de 1980, uma infinidade de bandas de heavy metal japonesas se formaram. O Loudness foi formado em 1981 pelos ex-membros do Lazy: Akira Takasaki e Munetaka Higuchi. Em 1983, a banda excursionou pelos Estados Unidos e Europa e logo começaram a se concentrar em uma carreira internacional. Em um contrato de 1985 com a Atco Records, o Loudness tornou-se o primeiro artista do metal japonês a assinar um contrato com uma grande gravadora nos Estados Unidos. Seus álbuns Thunder in the East (1985), Lightning Strikes (1986) e Hurricane Eyes (1987) alcançaram os números 74, 64 e 190, respectivamente, na tabela de álbuns da Billboard. Em 1988, o Loudness substituiu o cantor Minoru Niihara pelo vocalista estadunidense Michael Vescera, em uma tentativa de aumentar sua popularidade internacional. Durante os anos oitenta, poucas bandas possuíam membros femininos, como a banda feminina Show-Ya liderada por Keiko Terada e a Terra Rosa com Kazue Akao nos vocais. Em setembro de 1989, o álbum de Show-Ya, intitulado Outerlimits foi lançado, alcançando a posição de número três pela tabela japonesa da Oricon.

#### Folk rock
A banda de folk rock Happy End é creditado como a primeira banda de rock a cantar na língua japonesa. Seu álbum de estreia auto-intitulado foi lançado em agosto de 1970 pela gravadora experimental URC (Underground Record Club).  Este álbum marcou um importante ponto de virada na história da música japonesa, pois desencadeou o que seria conhecido como a "Controvérsia do Rock Japonês" (日本語ロック論争, Nihongo Rokku Ronsō). Isto ocorreu devido a debates altamente divulgados entre figuras proeminentes da indústria do rock, principalmente os membros do Happy End e Yuya Uchida, sobre se o rock japonês cantado inteiramente em japonês era sustentável. O êxito do álbum de estreia do Happy End e seu segundo, Kazemachi Roman, lançado em novembro de 1971, provou a sustentabilidade do rock em língua local no país.
Bandas como Carol (liderada por Eikichi Yazawa), RC Succession e Funny Company foram especialmente populares e ajudaram a definir o gênero. Álguns artistas iniciaram sua carreira no fim dos anos sessenta, porém, foram principalmente mais ativos nos anos setenta, misturando rock com elementos de folk e pop rock de estilo estadunidense. Músicos de folk rock como Tulip, Banban, Garo, Yosui Inoue foram populares na cena musical.

#### Techno pope eletrônica
Diversos músicos japoneses começaram a experimentar o rock eletrônico no início dos anos 1970. O mais notável foi o internacionalmente renomado Isao Tomita, cujo álbum de 1972, Electric Samurai: Switched on Rock, apresentou interpretações de sintetizadores eletrônicos de canções rock e pop contemporâneas. Outros exemplos iniciais de gravações de rock eletrônico incluem o álbum de folk rock e pop rock de Inoue Yousui, Ice World (1973) e o álbum de rock psicodélico progressivo de Osamu Kitajima, Benzaiten (1974), ambos contendo contribuições de Haruomi Hosono, que mais tarde iniciou o grupo musical de techno-pop, Yellow Magic Band (mais tarde conhecido como Yellow Magic Orchestra) em 1977.[carece de fontes?]

### 1980–1990: Crescimento no número de bandas

#### Punke"band boom"
Os primeiros exemplos de punk rock japonês incluem SS, The Star Club, The Stalin, Inu, Gaseneta, Bomb Factory, Lizard (que foi produzido por The Stranglers) e Friction (cujo guitarrista Reck já havia tocado com o Teenage Jesus & the Jerks antes de retornar a Tóquio) e The Blue Hearts. A cena punk foi inicialmente imortalizada em filme por Sogo Ishii, que dirigiu o filme Burst City de 1982, apresentando um elenco de bandas/músicos punk e também filmou vídeos para a banda The Stalin. A cena independente também incluiu um número diversificado de artistas alternativos/pós-punk/new wave como Aburadako, P-Model, Uchoten, Auto-Mod, Buck-Tick, Guernica e Yapoos (ambos com Jun Togawa como membro), G-Schmitt, Totsuzen Danball e Jagatara, além de bandas noise/indústrial como Hijokaidan e Hanatarashi.
Na década de 1980, atos como Boøwy inspiraram o que é chamado de "Band Boom" (バンドブーム, Bando Būmu; "Explosão de Banda" em português), popularizando a formação de grupos de rock. Durante o período, Huruoma e o músico estadunidense Ry Cooder, colaboraram em um álbum de rock com Shoukichi Kina, força motriz por trás da banda Champloose de Okinawa. Eles foram seguidos por Sandii & The Sunsetz, que misturaram ainda mais influências japonesas e da música de Okinawa. Bandas de rock alternativo como Shonen Knife, Boredoms e The Pillows se formaram. Kurt Cobain, vocalista do Nirvana, admitiu ser fã de Shonen Knife durante concerto da banda em Los Angeles, Estados Unidos, em 1991. Mais tarde, Cobain as convidou para se juntar ao Nirvana em uma turnê nos Estados Unidos.

#### Visual kei

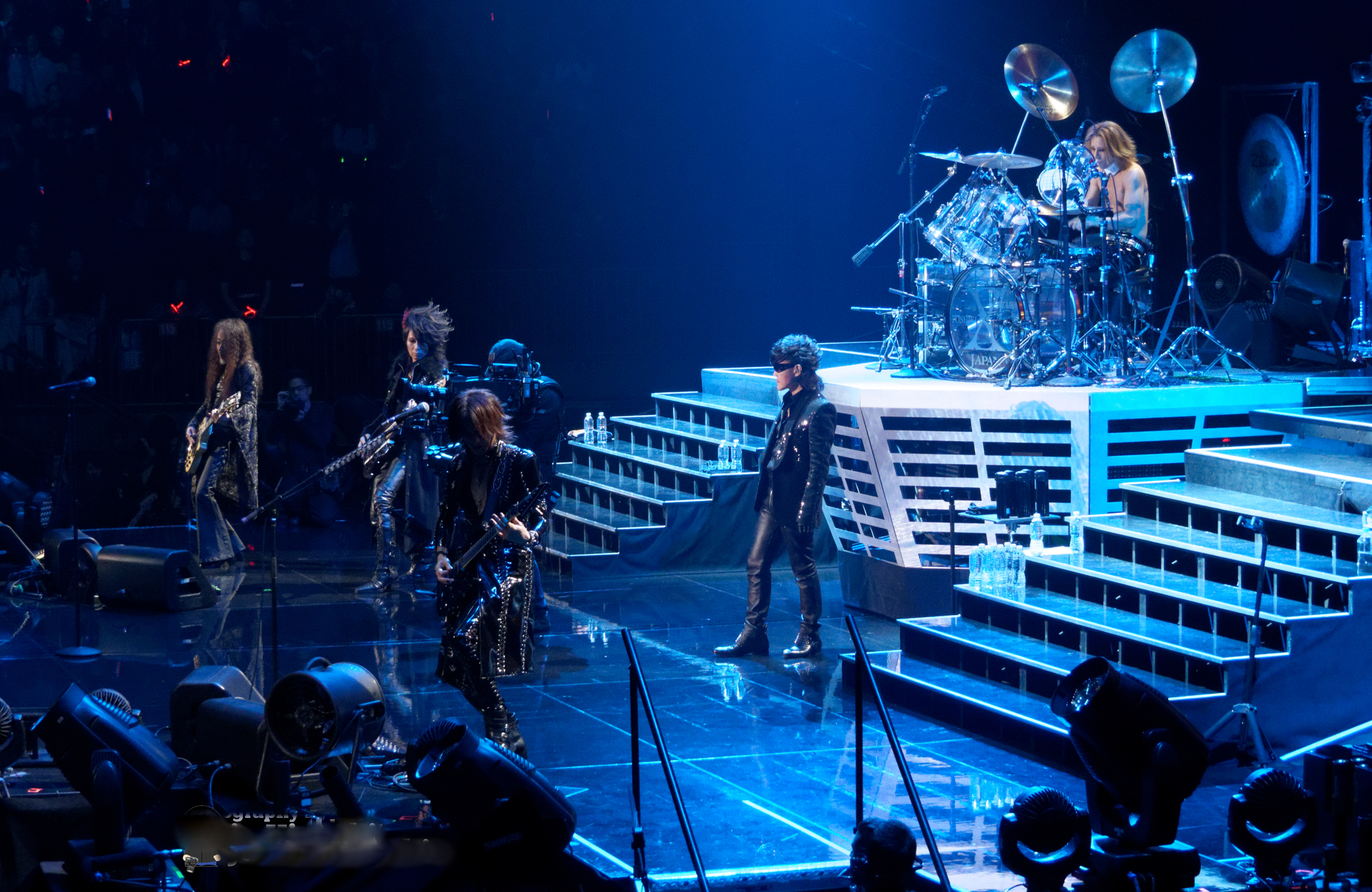
X Japan se apresentando no Madison Square Garden, Estados Unidos, em 2014. A banda é creditada como uma das pioneiras do visual kei.

Durante a década de 1980, bandas japonesas de metal e de rock deram origem ao movimento conhecido como visual kei. Pegando influência visual do glam rock ocidental e glam metal, o visual kei foi pioneiro por bandas como X Japan, Dead End, Buck-Tick, D'erlanger e Color. Apesar de ter iniciado no início dos anos 80, não foi até o final da década, que os atos de visual kei tiveram grande êxito. O álbum de Buck-Tick de 1988, Seventh Heaven, alcançou o número três na tabela de álbuns da Oricon, e seus sucessores Taboo (1989) e Aku no Hana (1990) o superaram.
Em julho de 1991, o X Japan lançou o seu álbum de estúdio mais vendido: o terceiro álbum de estúdio, Jealousy, que liderou as tabelas japonesas e vendeu mais de um milhão de cópias. Em 1992, assinou um contrato de gravação internacional com a Atlantic Records, mas um lançamento internacional nunca ocorreu. A banda lançou mais dois álbuns de estúdio número um, Art of Life (1993) e Dahlia (1996), antes de se separarem em 1997. Na década de 1990, as bandas Luna Sea e Glay venderam milhões de discos, enquanto Malice Mizer, La'cryma Christi e Siam Shade também obtiveram êxito comercial.

### 1990–2000: Popularidade e festivais derock
Na década de 1990, músicos de rock japoneses como B'z, Mr. Children, Glay, Southern All Stars, Malice Mizer, Dir en grey, Shazna, Janne Da Arc, L'Arc-en-Ciel, Tube, Spitz, Wands, T-Bolan, Judy and Mary, Asian Kung-Fu Generation, Deen, Lindberg, Sharam Q, The Yellow Monkey, The Brilliant Green e Dragon Ash alcançaram êxito comercial. A dupla B'z é o artista mais vendido no Japão com mais de 86 milhões cópias vendidas e especula-se que suas vendas atinjam cem milhões em todo o mundo. A dupla também é a primeira banda asiática a ser introduzida no 
RockWalk de Hollywood.
Na década de 1990, a canção de anime estava tornando-se o gênero de música mais vendido no Japão. Além disso, a ascensão do pop "descartável" foi associada à popularidade do karaokê. Paralelamente a isto, diversos festivais de rock surgiram. Em 1997, ocorreu a primeira edição do Fuji Rock Festival. No ano seguinte, a banda Supercar lançou seu influente álbum de estreia, Three Out Change. Caracterizado como tendo "importância quase fundamental para o indie rock japonês do século 21", o Supercar permaneceu ativo até 2005, lançando material do gênero rock eletrônico. Além disso, a banda de visual kei Luna Sea lançou o êxito "I For You" em julho de 1998, que tornou-se tema de drama televisivo e as bandas de ska-punk do fim dos anos noventa que se estendem nos anos 2000, incluem Shakalabbits e 175R. 
Na mesma época, bandas como Quruli e Number Girl começaram a influenciar fortemente o rock alternativo japonês. O crítico musical Ian Martin escreveu que, junto com o Supercar, esses grupos demonstraram que "bandas de rock japonesas poderiam enfrentar as bandas alternativas britânicas e estadunidenses dos anos 90 em seu próprio jogo...e, ao fazê-lo, abriram novos caminhos para o rock japonês se desenvolver à sua maneira". O cenário de rock underground japonês, é mais conhecido internacionalmente por bandas de noise rock como Boredoms e Melt-Banana, assim como bandas de stoner rock como Boris e bandas alternativas como Shonen Knife, Pizzicato Five e The Pillows (que ganhou atenção internacional em 1999 pela trilha sonora de FLCL). Outros notáveis atos internacionais de indie rock são Mono e Nisennenmondai.

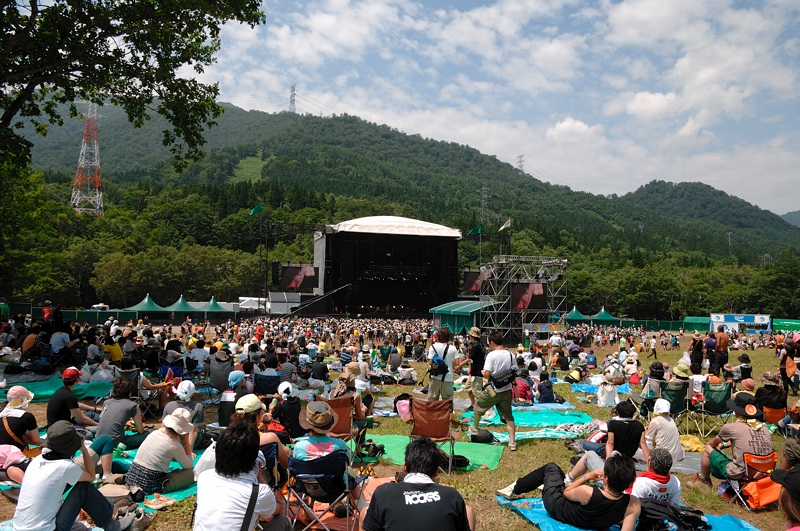
Palco Green do Fuji Rock Festival. Um dos diversos festivais de rock existentes no Japão.

O Rising Sun Rock Festival lançou sua primeira edição em agosto de 1999 com quinze atrações no palco principal. Enquanto Summer Sonic Festival surgiu em 2000 com 33 atrações, incluindo internacionais e o Rock in Japan Festival, que também surgiu em 2000 e é considerado um dos maiores festivais de rock em termos de público. Nos anos 2000, novas bandas do cenário do rock japonês surgiram e obtiveram êxito comercial, como Bump of Chicken, One Ok Rock, Sambomaster, Orange Range, Remioromen, Uverworld e Aqua Timez. Bandas estabelecidas como B'z, Mr. Children, Glay e L'Arc-en-Ciel também permaneceram no topo das tabelas, embora B'z e Mr. Children, sejam as únicas bandas formadas nos anos oitenta a manter um alto padrão de vendas ao longo dos anos.
Nos anos 2000, o número de bandas femininas de rock começou a crescer. Dois dos primeiros desses grupos a alcançar êxito foram Zone e Chatmonchy. O Zone, foi planejado para ser um grupo ídolo, mas tornou-se uma banda de rock graças a um de seus produtores. Em 2006, o quarteto Scandal foi criado e sua popularidade levou-o a tornar-se famoso em todo o mundo e mais tarde, a banda realizou diversas turnês internacionais.

### 2010–presente: Expansão fora do Japão

#### Novo "band boom" e maior reconhecimento no exterior
Durante o final dos anos 2000, houve um número crescente de bandas que construíram uma forte base de fãs antes de seu avanço principal na indústria da música. A banda indie Flumpool vendeu mais de um milhão de cópias de seu primeiro single digital "Hana ni nare". Sakanaction realizou seu primeiro concerto ao vivo no Nippon Budokan enquanto desfrutava de grande popularidade com seus singles "Aruku Around" e "Rookie". O Sakanaction foi considerado um tipo diferente de banda, já que experimentou música eletrônica e synthrock. Outras bandas que se tornaram mainstream incluem Gesu no Kiwami Otome, Sekai no Owari e Alexandros. Por causa do aumento repentino de bandas indie e bandas de rock em geral que competiram com artistas contemporâneos de J-Pop, o movimento foi referido como uma explosão de bandas pela mídia e foi elogiado como uma mudança para a música japonesa em geral. Como essas bandas não contam com um som muito pesado, mas adotam uma abordagem mais suave e cativante, elas provaram ser mais atraentes para os fãs de música pop que não estão familiarizados com o rock.
Durante o período, bandas de rock veteranas como L'Arc~en~Ciel e X Japan esgotaram apresentações no Madison Square Garden em 2012 e 2014, respectivamente, entre outras grandes arenas pelos Estados Unidos. A partir de 2015, o guitarrista-slap Miyavi, que havia realizado a turnê internacional de maior êxito por um artista japonês em 2008, se apresentou em 250 concertos em mais de trinta países ao redor do mundo. Em 2016, o One OK Rock tornou-se a primeira banda japonesa a se apresentar na Taipei Arena, em Taiwan, além disso, obteve seus concertos esgotados em locais como a AsiaWorld-Arena em Hong Kong e Mall of Asia Arena nas Filipinas, tornando-a uma das maiores apresentações da banda fora do Japão, com uma média de público de doze mil pessoas em cada concerto.

#### Metal feminino
Durante a década, surgiu um grande número de bandas femininas de heavy metal que ganharam visibilidade do mainstream. Embora não seja o primeiro a se formar, a banda Aldious foi citada como as iniciadoras do movimento, quando seu álbum de estreia Deep Exceed (2010) liderou a Oricon Indies Albums Chart e alcançou a posição de número quinze na tabela principal. Outra banda de metal feminina notável é Cyntia, que é creditada por ser a primeira do movimento a assinar contrato com uma grande gravadora quando se juntou à Victor Entertainment em 2013. O ano de 2014 trouxe o êxito internacional da banda ídolo de kawaii metal Babymetal, através do hit viral do YouTube, "Gimme Chocolate!!". Em 2016, o Babymetal iniciou uma turnê mundial na Wembley Arena, em Londres, tornando-se o primeiro artista japonês a encabeçar o local. Seu álbum Metal Resistance alcançou o número quinze na tabela UK Albums Chart, marcando a maior entrada de um artista japonês.
A banda Band-Maid ganhou atenção mundial por volta de 2015 por sua aparência cosplay de empregada "submissa" contrastando com sua música agressiva. Suas atividades internacionais iniciaram no ano seguinte, incluindo assinar contrato com a JPU Records. Em 2018, Lovebites venceu o Metal Hammer Golden Gods Awards de Melhor Banda Nova e tornou-se a primeira banda japonesa de heavy metal feminina a se apresentar no Wacken Open Air da Alemanha.

## No ocidente e no Brasil
A princípio divulgado no Ocidente com maior fervor por trilhas sonoras de anime e tokusatsus, o rock japonês conquistou público em muitos outros países não asiáticos. Especificamente no contexto brasileiro, diversos artistas do gênero se apresentam no país a décadas, o que inspirou a criação de uma cena local formada por bandas brasileiras, sendo elaborada por descendentes ou não de japoneses. Durante os anos 2000, foram criados selos independentes brasileiros como a Subzone Records, dedicada a bandas que se influenciavam pelo visual kei e o rock japonês em geral. Ao longo dos anos, diversas bandas inspiradas pelo rock japonês surgiram, cantando geralmente em língua inglesa e apresentando-se em eventos dedicados a cultura japonesa.